# Lutxana (métro de Bilbao)
 Lutxana  est une station du métro de Bilbao, située dans le quartier de Luchana-Enécuri, dans le territoire municipal d'Erandio. C'est la dernière gare de la ligne 1 avant de rejoindre la ligne 2 dans la Station de San Inazio, à Bilbao.
Son tarif correspond à la zone B1.